# Monts de la Marche
Els Monts de la Marche conformen una regió natural al nord-oest del Massís Central i formen part dels Monts del Llemosí. El nom prové de l'antic comtat de la Marche i contenen els Monts d'Ambazac i els monts de Blond.

## Geografia

### Situació
Es troben al departament de la Cruesa, de l'Alta Viena i als límits del departament del Cher. Estan envoltats per les regions naturals següents:
- Al nord pel Boischaut
- A l'est per les Combrailles.
- Al sud per l'Altiplà de Millevaches

### Topografia
El relleu es constitueix de turons ben marcats, separats per valls profundes i també gorges.

### Geologia
Al nord, els llits sedimentaris de la conca parisenca s'aixequen una mica cap al sud i deixen lloc a terrenys propis del Massís Central. S'hi poden trobar roques molt dures com el granit, el gneis i el gres, però també micaesquists i esquistos. Aquest conjunt variat dona un relleu que canvia per l'erosió.

### Clima
La regió compta amb un clima oceànic més o menys degradat en funció del relleu. Les precipitacions són abundants i les nevades significatives. A l'hivern les temperatures són baixes i regides pel relleu.

### Flora i fauna
Els monts de la Marche estan ocupats per closes de policultius i praderies per alimentar el bestiar. Els arbres que s'hi poden trobar són el roure, el castanyer, el faig, el freixe, l'aranyoner, l'evònim, el ligustrum, l'avellaner i el carpí. A les valls s'hi pot trobar el sambucus i el salze blanc

## Activitats
La ramaderia bovina i ovina és l'ocupació principal de l'agricultura en aquesta regió.